# Слуги и господари
„Слуги и господари“ (на английски: Caddyshack) е американски игрален филм – комедия, излязъл по екраните през 1980 година, режисиран от Харолд Реймис с участието на Чеви Чейс, Родни Дейнджърфийлд, Тед Найт и Бил Мъри в главните роли.

## Сюжет
Снобите срещу мърлячите! Комичните приключения на един ексклузивен голф клуб. Всичките му членове са богати и ексцентрични, а персонала е скромен, но за сметка на това не по-малко откачен. Истината обаче е, че някои хора важат, а някои не.

## В ролите
| Актьор              | Роля                  |
| ------------------- | --------------------- |
| Чеви Чейс           | Тай Уеб               |
| Родни Дейнджърфийлд | Ал Червик             |
| Тед Найт            | Съдия Илайху Смайлс   |
| Майкъл О’Кийф       | Дани Нунън            |
| Бил Мъри            | Карл Спаклър          |
| Сара Холкомб        | Маги О'Хулиган        |
| Скот Коломби        | Тони Д'Анунцио        |
| Синди Морган        | Лейси Ъндъруол        |
| Дан Ресин           | д-р Бийпър            |
| Хенри Уилкоксън     | епископ Фред Пикеринг |
| Илейн Айкен         | г-жа Джули Нунан      |
| Албърт Салми        | г-н Рой Нунан         |
| Ан Райърсън         | Грейс                 |

## Награди и Номинации
Филмът е поставен от Американския филмов институт в някои категории както следва:
- 100 години Американски филмов институт... 100 комедии - #71
- 100 години Американски филмов институт... 100 филмови цитата - #92
  - Карл Спаклър: „Cinderella story. Outta nowhere. A former greenskeeper, now, about to become the Masters champion. It looks like a mirac... It's in the hole! It's in the hole! It's in the hole!“
- АФИ 10-те топ 10 – #7 Спорт